# Токутоми Рока
Токутоми Кэндзиро (яп. 徳富 健次郎, (8 декабря 1868 — 18 сентября 1927) — японский философ и писатель, публиковался под псевдонимом Токутоми Рока (яп. 徳冨 蘆花).

## Биография
Отец — Токутоми Кадзутака, педагог, мать — Токутоми Хисако. Кэндзиро родился в Минамате (сейчас префектура Кумамото). был третьим сыном в семье мелкопоместных самураев госи, его старший брат — историк Токутоми Сохо (настоящее имя — Токутоми Иитиро).
Кэндзиро учился в Токийской школе Досися (сейчас Университет Досися), которую основал японский миссионер и просветитель Джозеф Харди Нисима (Нисима Симэта). Школа считалась одной из первых христианских японских школ. Токутоми был крещён в 1885 году. Однако школу Кэндзиро не закончил, уехав в 20 лет в Токио, чтобы работать там переводчиком и корректором в издательстве, принадлежавшем его брату.
Когда был опубликован его первый роман «Кукушка» (Hototogisu), Кэндзиро становится известным. Роман стал самым продаваемым в период Мэйдзи. Книгу перевели на английский, французский, немецкий, испанский, итальянский. Впервые роман вышел в печать в газете, где публиковался в течение года с 1898 года по 1899 год.
В 1894 году женился на Айко Хараде.
С 1903 года Кэндзиро прекращает отношения со своим братом Сохо, поскольку последний меняет свои политические взгляды с либерально-демократических на националистические. Кэндзиро остановил сотрудничество с издательством брата и сообщил об этом в прессе.
Примерно с этого времени Кэндзиро увлекается Львом Толстым и Гёте. В 1906 году, когда Кэндзиро путешествовал по Европе в рамках своего паломничества в Иерусалим, он смог встретиться с самим Толстым в Ясной Поляне. Вернувшись в Японию, Кэндзиро становится толстовцем, сторонником христианского анархизма и селится на ферме в районе Сэтагая, где вместе с супругой занимается сельским хозяйством.
Позднее, после смерти писателя и его жены, всё его имущество передали в дар Токио, где основали парк в честь Токутоми, названный Рока Косюн-эн. В этом парке расположен музей памяти писателя, где хранятся его вещи и переписка с Толстым. 
Скончался 18 сентября 1927 года от сердечного приступа, успев перед смертью помириться со своим братом. Его жена умерла девятнадцатью с половиной годами позднее, 20 февраля 1947 года.

## Публикации
- Hototogisu. — Boston: The Stratford Company, 1918.
- Shizen to jinsei (自然と人生; Природа и жизнь). — 1900.
- Omoide no ki (思 出 の 記 История воспоминаний). — 1901.
- Kuroi me to chairo no me (黒 い 目 と 茶色 の 目; Чёрные глаза, карие глаза). — 1914.
- Фудзи (富士山). — 1925.

## На русском языке
- Токутоми Рока. Избранное. Перевод с японского Е. Пинус. — Л.: Художественная литература, 1978. — 208 с.
- Рока Т. Куросиво. — М.: Художественная литература, 1957. — 350 с.
- Токутоми Рока (Тома Рока). События одного дня. Роман. — Киев: Изд-во Культура гостреста Киев-печать, 1928. — 192 с.